# Kurokawa (métro de Nagoya)
Pour les articles homonymes, voir Kurokawa (homonymie).
Kurokawa (黒川駅, Kurokawa-eki) est une station du métro de Nagoya, sur la ligne Meijō, dans l'arrondissement de Kita, à Nagoya.

## Situation sur le réseau
La station Kurokawa est située au point kilométrique (PK) 6,4 de la ligne Meijō.

## Histoire
La station a été inaugurée le 20 décembre 1971.

## Services aux voyageurs

### Accès et accueil
La station est ouverte tous les jours.

### Desserte

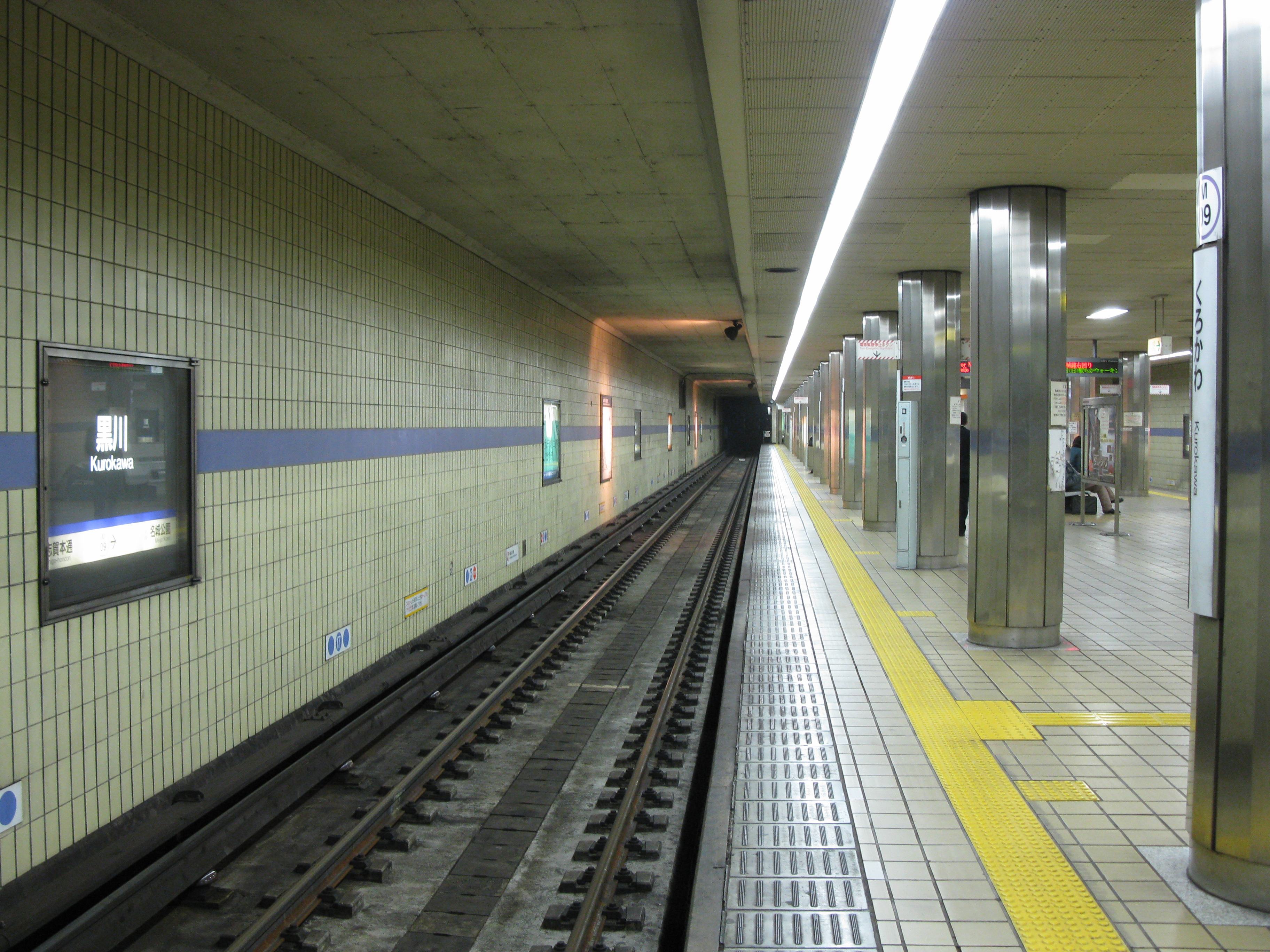
Vue du quai

- Ligne Meijō :
  - voie 1 : direction Aratama-bashi
  - voie 2 : direction Motoyama